# Rio dos Bois (Goiás)
O rio dos Bois é um rio brasileiro que banha o estado de Goiás.
 Nasce na Serra do Congumé, Fazenda Quilombo no município de Americano do Brasil, em seu curso de águas bastantes calmas seu maior afluente o rio Verdão e o rio Turvo, Flui para o reservatório de São Simão, que é alimentado e drenado pelo rio Paranaíba, próximo a Inaciolândia, se desaguando no rio Paranaíba.